# کدگذاری فضایی
|  |

کد گذاری فضایی (به انگلیسی: Spatial Encoding) به مراحل و روش‌هایی گویند که برای استخراج تصاویر از سیگنال‌های دریافتی در ام آر آی بکار می‌رود.
در کد گذاری فضایی معمولاً به سه مبحث پرداخته می‌شود:
- نحوه انتخاب برش
- کد گذاری فرکانسی
- کد گذاری فازی

## انتخاب برش
روش و چگونگی برش در ام‌آرآی (به انگلیسی: MRI slice selection) همواره یکی از مباحث پایه‌ای در استخراج تصاویر در ام آر آی است.
در ام‌آرآی معمولاً تصاویر به صورت برش (به انگلیسی: Slice) یا از نوع مقطعی تهیه می‌شوند. انتخاب برش و برانگیخته سازی آن (selective excitation) و نیز موقعیت، ضخامت، و جهت (orientation) برش همگی در دست اپراتور سیستم و قابل کنترل می‌باشد.

### موقعیت برش (Slice position)

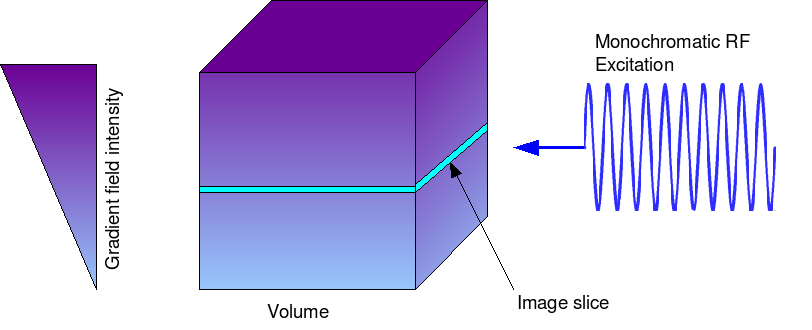
در حالت برانگیختگی برش، سیگنالهای ام آر آی به یک صفحه یا مقطع دو بعدی بیمار منحصر می‌گردند.

موقعیت برش z را می‌توان به صورت زیر تعریف کرد:
z = (f1-f0)/(γ Gz)
که در اینجا Gz گرادیان میدان z است (که واحد آن میلی تسلا بر متر است)، و γ نیز نسبت ژیرومغناطشی (Gyromagnetic Ratio) است.
f0 فرکانس حامل و f1 فرکانس حامل انتقال یافته (Shifted Carrier frequency) است. f0 فرکانس پالس ۹۰ درجه ایست که Amplitude Modulated بوده و به صورت زیر توصیف می‌شود:
B1(t) = A(t) Cos(2πf0t)

### ضخامت برش (Slice thickness)
ضخامت مقطع عمق یک حجم سه بعدی از ناحیه مورد تصویربرداری که از نظر تشریحی انتخاب می‌شوند را گویند. این ضخامت (t) عبارت است از:
t = (BWRF) /(γ Gz)
که در اینجا BWRF همان پهنای باند سیگنال ساطع شده‌است.

## کد گذاری فرکانسی

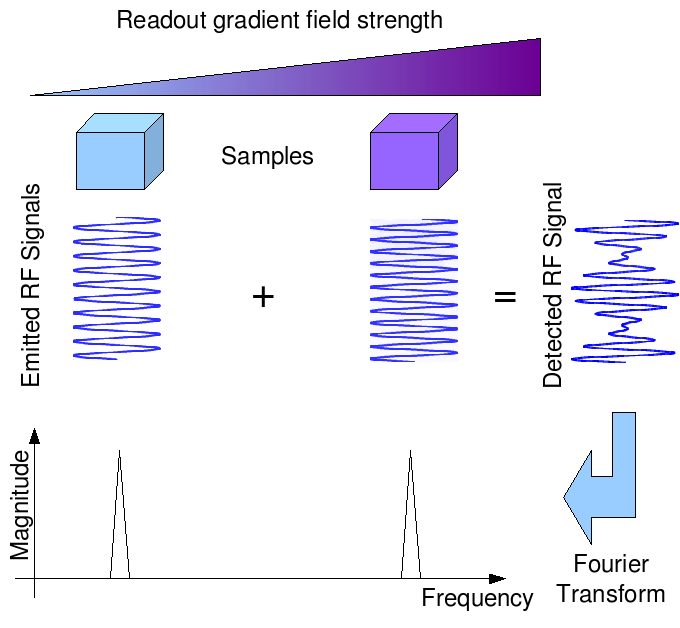
کد گذاری فرکانسی

کد گذاری فرکانسی (به انگلیسی: Frequency encoding) یکی از مراحل و روش‌های استخراج تصویر در ام آر آی است، و اختصاراً با FE نشان می‌دهند.
در این روش، سیگنال دریافت شده از داخل میدان مغناطیسی B0 را بکمک فرکانس آن سیگنال تشخیص می‌دهند.
آرتیفکت جابجایی شیمیایی در جهت FE رخ می‌دهد.

## کد گذاری فازی
کد گذاری فازی (به انگلیسی: Phase encoding) یکی دیگر از مراحل اساسی استخراج تصویر در ام آر آی است، و اختصاراً با PE نشان می‌دهند.
در این روش، سیگنال دریافت شده از داخل میدان مغناطیسی B0 را بکمک فاز آن سیگنال تشخیص می‌دهند.
آرتیفکت حرکتی در جهت PE رخ می‌دهد.

## پردازش
در فضای ک، کد گذاری فرکانسی بر روی محور ایکس‌ها، و کد گذاری فازی بر روی محور عمودی نشان داده می‌شوند.